# Bill Mechanic
Bill Mechanic (30 de novembro de 1949) é um produtor estadunidense. Foi indicado ao Oscar 2017 pela realização do filme Hacksaw Ridge, ao lado de David Permut.

## Prêmios e indicações
- Pendente: Oscar de melhor filme, por Hacksaw Ridge.[4]